# Flaunser
Der Flaunser ist ein im Ostgipfel 867,9 m ü. NHN hoher Berg im Südschwarzwald in Baden-Württemberg. In älteren topographischen Karten ist zumeist die Höhe des etwas markanteren Westgipfels von 865,7 m ü. NHN angegeben. Der Flaunser liegt rund acht Kilometer ostnordöstlich von Freiburg im Breisgau auf den Gebieten der Gemeinden Glottertal und Stegen im Landkreis Breisgau-Hochschwarzwald.

## Lage und naturräumliche Charakteristik
Der Flaunser ist der höchste Berg des schmalen, kuppigen Bergkammes, der mit dem Schlossberg in der Freiburger Innenstadt beginnt und als nördliche Begrenzung des Zartener Beckens in östlicher Richtung zu den Wiesenplateaus um St. Peter zieht. In der Naturräumlichen Gliederung ist er als Roßkopf-Flaunser Kamm (1532.10) ausgewiesen. Westlich des Flaunsers zweigt nach Süden ein Seitenkamm ab, dessen Hauptgipfel Kleiner Flaunser oder Flaunserkopf genannt wird (815,4 m ü. NHN). Östlich davon fließen die Bäche der vielen kleinen, am Hauptkamm beginnenden Täler nach Süden in den zur Dreisam gerichteten Eschbach. Die Täler im Norden streben alle der vom Kandel-Südhang herabkommenden Glotter zu. In einigen Tälern unterbrechen Weidfelder und Wiesen den Wald.
Aufgebaut ist der Berg im Wesentlichen aus Paragneisen, die besonders in Richtung St. Peter bereichsweise stärker umgeschmolzen sind, z. B. zu Diatexiten.

## Kulturgeschichtliche Aspekte
Über den Kamm verläuft ein alter Grenzweg, der sich zu einem der frühen Schwarzwald-Wanderwege von Freiburg aus entwickelte. Dort stehen noch fünf Grenzsteine, die 1766 auf Veranlassung des Klosters St. Peter aufgestellt wurden. Die Grenze definierten früher auch hierzu markierte Bäume; der Rotulus Sanpetrinus erwähnt insbesondere eine überragend hohe Tanne auf dem damals noch Flausen genannten Berg, die als die „Lange Ursel“ bekannt gewesen, aber Ende des 17. Jahrhunderts umgestürzt war. Auf der Grenze steht auch das Salzbubenkreuz etwas südwestlich des Flaunser, das dem Tod eines Mannes vom nahen Salzhof gewidmet ist. Bis 1935 legte die Freiburger Ortsgruppe des Schwarzwaldvereins für den neuen Kandelhöhenweg eine weniger mühsame, die meisten Gipfel südlich umgehende Wegeführung an.
Der zum Langebachtal hin abfallende Osthang gehört zum Kloster (Konvent) St. Peter. Dieser Teil des Konventwaldes gehört zu den nährstoffreichsten Waldstandorten des kristallinen Schwarzwalds. Er ist als Bannwald Conventwald ein Naturwaldreservat und damit seit 1976 ohne Nutzungseingriffe. Zugleich ist es seit 1975 ein Naturschutzgebiet (3094). Außerdem gehört das Gebiet des Flaunser zum Naturpark Südschwarzwald.